# تپه شهر کهنه (شهرکرد)
تپه شهر کهنه مربوط به دوران پیش از تاریخ ایران باستان است و در شهرستان شهرکرد، شمال باختری شهر هفشجان واقع شده و این اثر در تاریخ ۱ دی ۱۳۴۸ با شمارهٔ ثبت ۸۸۷ به‌عنوان یکی از آثار ملی ایران به ثبت رسیده است.